# Hieracium sonchoides
Hieracium sonchoides  (лат.) — вид двудольных растений рода Ястребинка (Hieracium) семейства Астровые (Asteraceae). Впервые описан французским ботаником Казимиром Арве-Туве в 1876 году.

## Распространение
Известен из Испании, Гибралтара, Франции (в том числе Нормандских островов), Монако, Андорры и Марокко.
Растёт в лесах.

## Ботаническое описание
Гемикриптофит. Высота растения — 30—80 см.
Соцветие-корзинка с цветками жёлтого цвета.
Цветёт с июня по август.

## Синонимы
Синонимичные названия:
- Hieracium montserratense Marcet
- Hieracium mougeotii subsp. sonchoides (Arv.-Touv.) Rouy
- Hieracium ruerae Marcet